# 티모시 브리튼 파커
티머시 브리튼 파커(Timothy Britten Parker, 1962년 2월 8일 ~ )는 미국의 배우이다. 세라 제시카 파커의 오빠이다.
아이오와시티에서 태어났다.

## 출연 작품

### 영화
- 퀴즈 쇼 (1994)

### 텔레비전
- 로앤오더: 범죄 전담반 (1991-2004)
- 디보스 (2019)